# 龙潭寺站 (地铁)
龙潭寺站位于中华人民共和国四川省成都市成华区龙潭街道成华大道龙潭路和隆兴路交叉口以南地下，沿成华大道龙潭路南北向设置，是成都地铁8号线的地铁车站，于2024年12月19日启用。
本站在规划阶段曾用名“龙潭总部站”。

## 车站结构
龙潭寺站为地下二层单柱双跨12米宽、140米长岛式站台车站，车站总长220.8米，标准段宽度19.7米。
| 地面              | ·    | 出口A1/A2/A3/A4/B1/B2                                                                               |
| 地下一层          | 站厅 | 自助购票 客服中心                                                                                   |
| 地下二层          | ·    | \| \| \| 8号线往桂龙路（同乐） \| \| 島式 · 開左邊车门 \| \| \| \| \| \| 8号线往龙港（龙潭立交） \| |
|                   |      | 8号线往桂龙路（同乐）                                                                               |
| 島式 · 開左邊车门 |      | |
|                   |      | 8号线往龙港（龙潭立交）                                                                             |

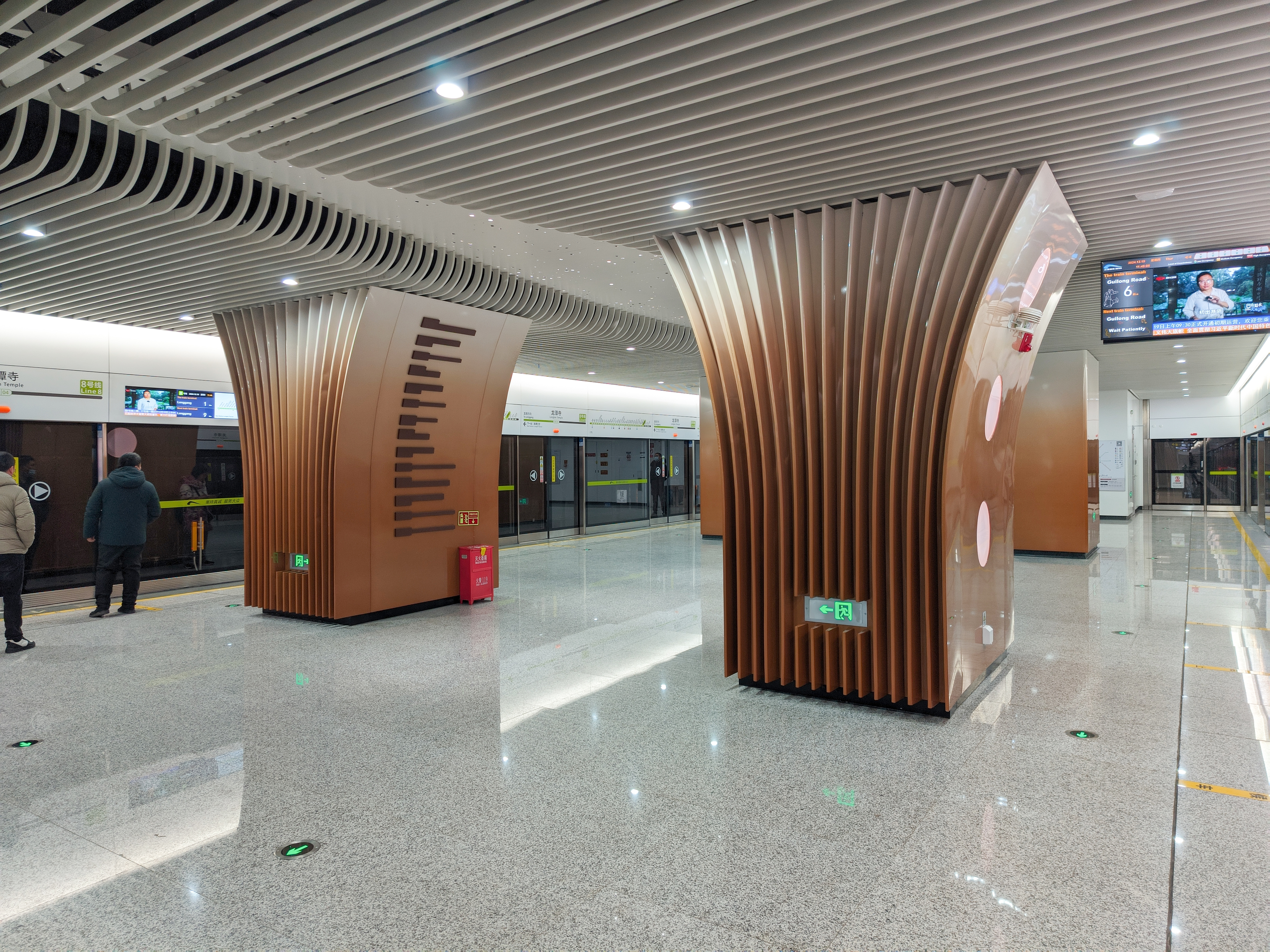
站台
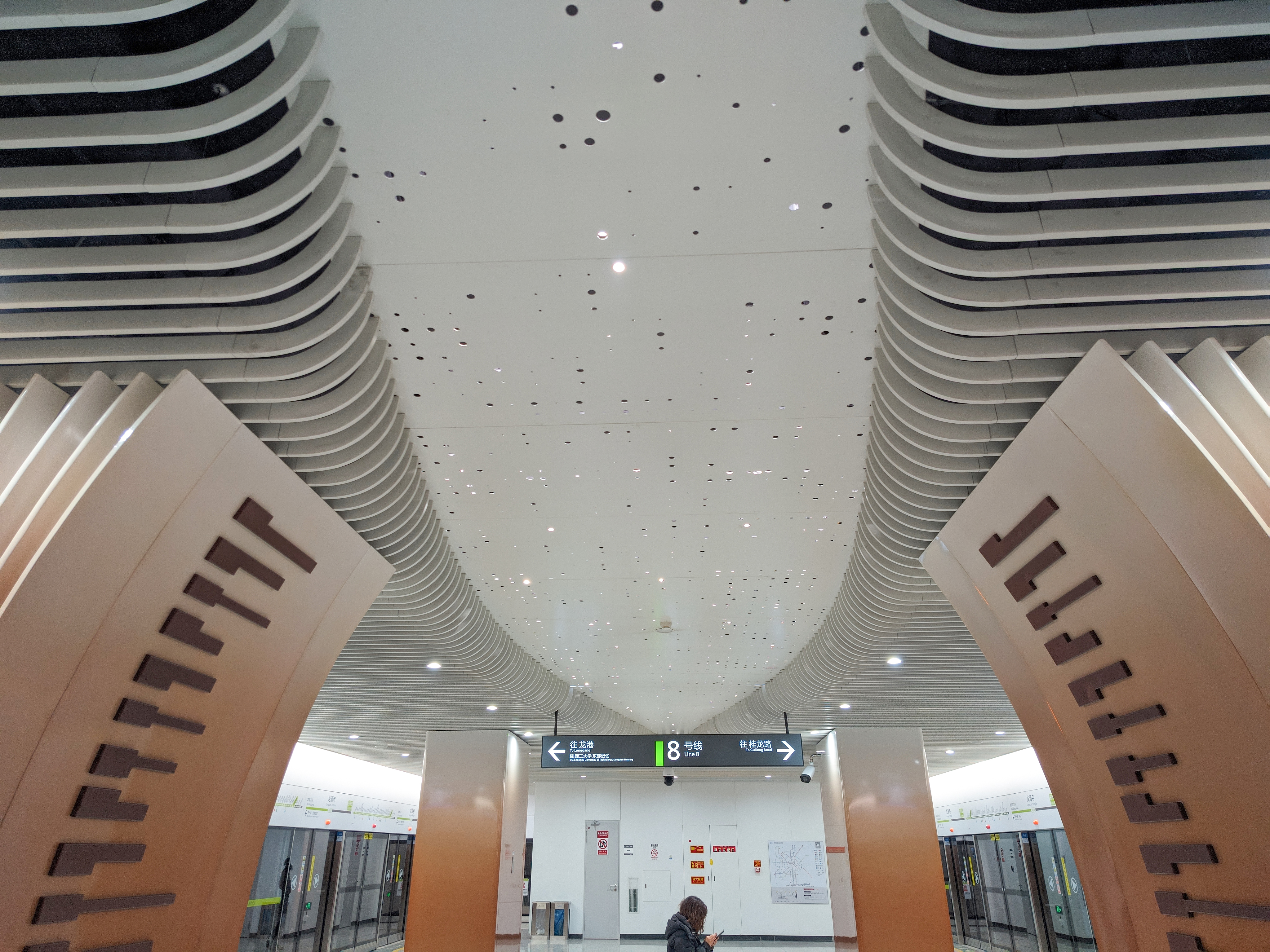
站台
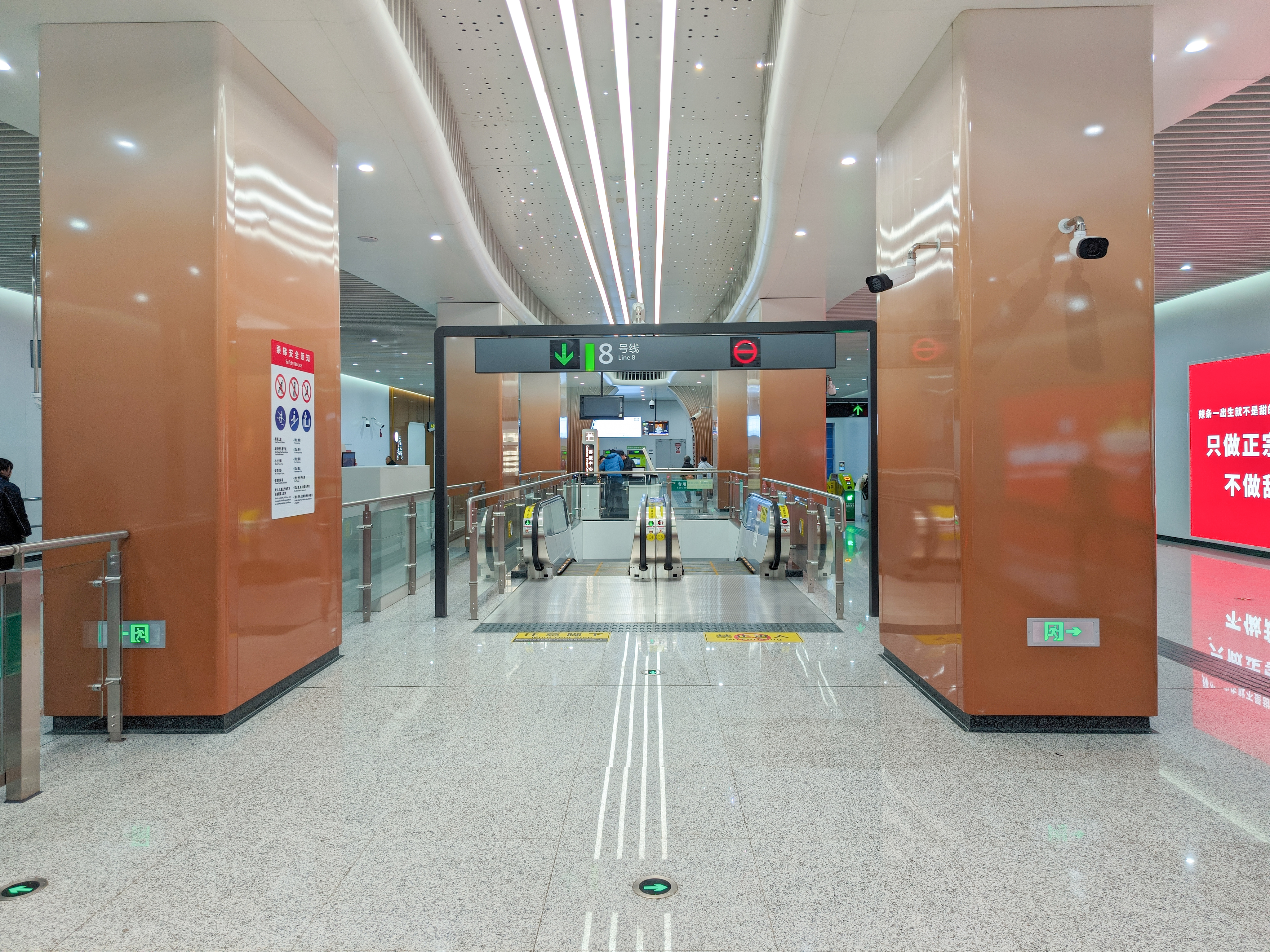
站厅
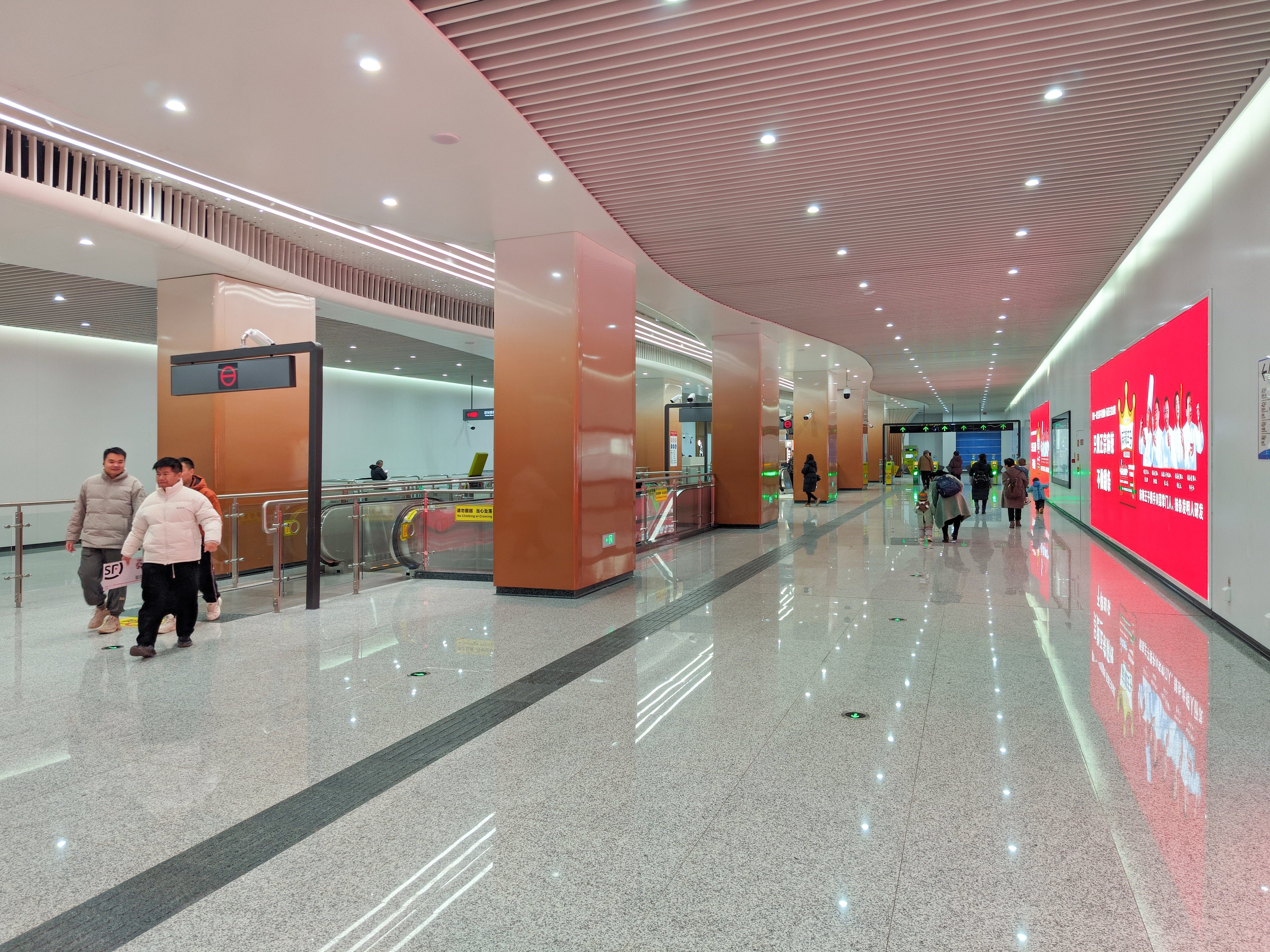
站厅

## 出入口
本站目前开放6个出入口，所有出入口均位于成华大道龙潭路西侧，车站东南象限的出入口因成华大道改造搁置；A4出口原计划从车站东北角引出，此时被命名为D1出口，后调整为现在从A出口引出。
|              |                     |                              |      |
| 编号         | 设施                | 指示                         | 照片 |
|              | 无障碍电梯          | 龙树东一路                   |      |
| 出口 · A · 2 |                     | 龙潭小学、龙树东一路、龙井路 |      |
| 出口 · A · 3 |                     | 火神庙路                     |      |
| 出口 · A · 4 | 无障碍电梯          | 隆兴路                       |      |
| 出口 · B · 1 | 无障碍卫生间 哺乳室 | 成华大道龙潭路               |      |
| 出口 · B · 2 | 无障碍卫生间 哺乳室 | 龙树路                       |      |